# Maldiviska demokratiska partiet
Maldiviska demokratiska partiet (MDP) är det ledande regeringspartiet i Maldiverna och det första parti som registrerades hos valmyndigheterna sedan parlamentet, i juni 2005, enhälligt beslutade att tillåta politiska partier i landet.
Den 14 april 2007 valdes den före detta politiske fången Mohamed Nasheed till partiets presidentkandidat i valet 2008. I presidentvalet besegrade Nasheed klart den sittande statschefen Maumoon Abdul Gayoom i den avgörande andra valomgången. 